# Jack Hillen
Jack Hillen (né le 24 janvier 1986 à Minnetonka dans l'État de Minnesota aux États-Unis) est un joueur professionnel américain de hockey sur glace.

## Biographie

### Carrière en club
Joueur non-repêché qui accède à la Ligue nationale de hockey après sa carrière universitaire. Il se joint aux Islanders de New York à la fin de la saison 2007-2008, récoltant un point en deux parties. Lors de la saison suivante, il partage sa saison entre les Islanders et les Sound Tigers de Bridgeport, le club-école de l'équipe new-yorkaise de la Ligue américaine de hockey.
Il a également joué au cours de sa carrière pour les Predators de Nashville, les Capitals de Washington et les Hurricanes de la Caroline.
Les nombreuses blessures subies au cours de sa carrière l'amènent à prendre sa retraite fin 2015.

### Carrière internationale
Il représente les États-Unis au niveau international. Il a pris part au championnat du monde en 2010.

## Statistiques

### En club
| Saison     | Équipe                     | Ligue      |     | Saison régulière | Saison régulière | Saison régulière | Saison régulière | Saison régulière |   | Séries éliminatoires | Séries éliminatoires | Séries éliminatoires | Séries éliminatoires | Séries éliminatoires |
| Saison     | Équipe                     | Ligue      | PJ  | B                | A                | Pts              | Pun              | PJ               | B | A                    | Pts                  | Pun                  |                      |                      |
| 2003-2004  | Storm de Tri-City          | USHL       | 21  | 2                | 2                | 4                | 16               | 6                | 0 | 1                    | 1                    | 2                    |                      |                      |
| 2004-2005  | Tigers de Colorado College | NCAA       | 30  | 2                | 9                | 11               | 20               | -                | - | -                    | -                    | -                    |                      |                      |
| 2005-2006  | Tigers de Colorado College | NCAA       | 42  | 4                | 9                | 13               | 48               | -                | - | -                    | -                    | -                    |                      |                      |
| 2006-2007  | Tigers de Colorado College | NCAA       | 38  | 7                | 8                | 15               | 38               | -                | - | -                    | -                    | -                    |                      |                      |
| 2007-2008  | Tigers de Colorado College | NCAA       | 41  | 6                | 31               | 37               | 60               | -                | - | -                    | -                    | -                    |                      |                      |
| 2007-2008  | Islanders de New York      | LNH        | 2   | 0                | 1                | 1                | 4                | -                | - | -                    | -                    | -                    |                      |                      |
| 2008-2009  | Islanders de New York      | LNH        | 40  | 1                | 5                | 6                | 16               | -                | - | -                    | -                    | -                    |                      |                      |
| 2008-2009  | Sound Tigers de Bridgeport | LAH        | 33  | 4                | 13               | 17               | 31               | 5                | 0 | 2                    | 2                    | 2                    |                      |                      |
| 2009-2010  | Islanders de New York      | LNH        | 69  | 3                | 18               | 21               | 44               | -                | - | -                    | -                    | -                    |                      |                      |
| 2010-2011  | Islanders de New York      | LNH        | 64  | 4                | 18               | 22               | 45               | -                | - | -                    | -                    | -                    |                      |                      |
| 2011-2012  | Predators de Nashville     | LNH        | 55  | 2                | 4                | 6                | 20               | 2                | 0 | 0                    | 0                    | 2                    |                      |                      |
| 2012-2013  | Capitals de Washington     | LNH        | 23  | 3                | 6                | 9                | 14               | 7                | 0 | 1                    | 1                    | 6                    |                      |                      |
| 2013-2014  | Capitals de Washington     | LNH        | 13  | 0                | 1                | 1                | 4                | -                | - | -                    | -                    | -                    |                      |                      |
| 2013-2014  | Bears de Hershey           | LAH        | 2   | 0                | 2                | 2                | 0                | -                | - | -                    | -                    | -                    |                      |                      |
| 2014-2015  | Capitals de Washington     | LNH        | 34  | 0                | 5                | 5                | 10               | -                | - | -                    | -                    | -                    |                      |                      |
| 2014-2015  | Hurricanes de la Caroline  | LNH        | 3   | 0                | 0                | 0                | 0                | -                | - | -                    | -                    | -                    |                      |                      |
| Totaux LNH | Totaux LNH                 | Totaux LNH | 304 | 13               | 58               | 71               | 157              | 9                | 0 | 1                    | 1                    | 8                    |                      |                      |

### En équipe nationale
| Année | Compétition          |   | PJ | B | A | Pts | Pun       |  | Résultat |
| 2010  | Championnat du monde | 6 | 0  | 1 | 1 | 2   | 13e place |  |          |

## Trophées et honneurs personnels
- National Collegiate Athletic Association
  - 2007-2008 : nommé dans la 1re équipe d'étoiles américaine de l'Ouest
- Western Collegiate Hockey Association
  - 2007-2008 : nommé dans la 1re équipe d'étoiles de l'Ouest

## Transactions
- 1er avril 2008 : signe un contrat comme agent libre avec les Islanders de New York ;
- 8 août 2011 : signe un contrat comme agent libre avec les Predators de Nashville ;
- 3 juillet 2012 : signe un contrat comme agent libre avec les Capitals de Washington ;
- 26 février 2015 : échangé par les Capitals aux Hurricanes de la Caroline avec un choix de quatrième tour au repêchage de 2015 (choix précédemment acquis des Coyotes de l'Arizona, les Hurricanes repêchent Callum Booth) contre Tim Gleason.